# 106817 Юбантхек
106817 Юбантхек (106817 Yubangtaek) — астероїд головного поясу, відкритий 6 грудня 2000 року.
Тіссеранів параметр щодо Юпітера — 3,207.
Названо на честь корейського астронома часів династії Чосон Ю Бантхека (кор. 유방택, 柳方澤, Yu Bang-taek, 1320-1402).